# 対戦型格闘ゲーム

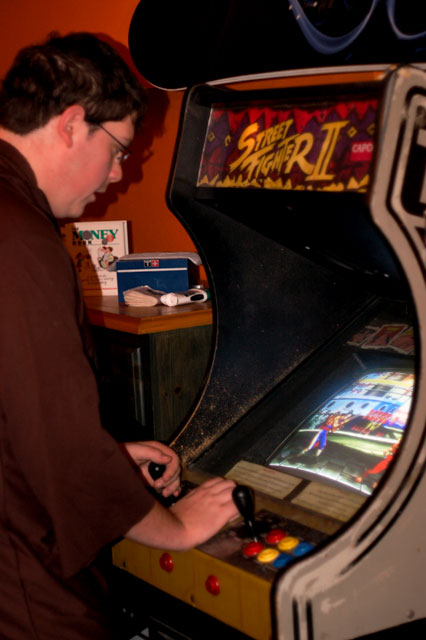
対戦格闘ゲーム『ストリートファイターII』（アーケード版）

対戦型格闘ゲームのゲームプレイを倣うイラスト。キャラクターの上にHPバーがある。

対戦型格闘ゲーム（たいせんがたかくとうゲーム）とは、プレイヤーとコンピュータ、あるいはプレイヤー同士が操作するキャラクターが、主に1対1の格闘技（もしくはそれに類する形式）で戦う対戦型コンピュータゲームである。コンピュータゲームのジャンルの一つであり、対戦アクションゲームの派生物のジャンルである。

## 概要
コンピュータゲームのジャンルにおいてはアクションゲームの一種として分類できる。単に格闘ゲーム、対戦ゲーム、格ゲーと略されることや、格闘アクションゲーム、格闘アクション、対戦格闘ゲーム、対戦格闘という別称で呼ばれることもある。大別して、上下左右の動きだけで奥行きのないもの（2D）と、奥行きのあるもの（3D）の2種類がある。格闘技だけでなく、気の弾丸などの飛び道具や剣が登場する作品もある。
プレイヤーは多数のキャラクターの中から自分の使用するキャラクターを選び、互いに攻撃しあい相手の体力
をなくした方が勝利となるシステムが一般的である。

## 歴史
1984年の『カラテカ』や『スパルタンX』、テクノスジャパンの『対戦空手道』、任天堂の『アーバンチャンピオン』、セガ（後のセガ・インタラクティブ）の『アッポー』、1985年のバンダイの『キン肉マン マッスルタッグマッチ』、コナミ（後のコナミデジタルエンタテインメント並びにコナミアミューズメント）の『イー・アル・カンフー』、1987年のカプコンの『ストリートファイター』など、格闘技や武道を題材としたゲームが1980年代半ばから後半にかけて増え始めた。
1991年のカプコンの『ストリートファイターII』により、複雑な駆け引きのできる対戦を前提としたゲームシステムが完成。この作品の世界中での爆発的なヒットにより、1990年代前半から半ばにかけて、対戦格闘ゲームは一つの大きなブームを巻き起こした。また、それまで一般的に「不良の溜まり場」と見做されていたゲームセンターに低年齢層を引き込む要因となった。数々の亜流ゲームが作られた以外に、格闘ゲームを原作とする実写映画やアニメが多数作られ、1993年に始まった「K-1」などの現実の格闘技人気や、『聖龍伝説』といったテレビドラマや、『機動武闘伝Gガンダム』等のテレビアニメにも大きく寄与した。また、アーケードゲームとして人気だった格闘ゲームは家庭用ゲーム機に移植され、キラーソフトとして家庭用ゲーム機の普及に大きく貢献した。
対戦格闘ゲームは当初は爆発的ブームとなったが、各シリーズの新作とともにシステムが複雑化し、ポリゴン技術による3D化を除いて大きな革新がなかったことも手伝い、徐々にマニア向けなジャンルとなっていった。近年ではカードシステムによる戦績データの閲覧や、アイテムによるプレイヤーキャラクターのカスタマイズなどの蓄積要素を取り入れている。

### 2D対戦格闘ゲーム
ゲームとして2人のキャラが対戦して相手を打ち負かすという形式は1984年に稼動を開始したアーケードゲームの『対戦空手道』などから始まったものである。1991年に日本においてカプコンの『ストリートファイターII』（略称『ストII』）がアーケードゲームとして登場してから、ジャンプやしゃがみなどの基本行動、攻撃やガード、コマンド入力方式の必殺技などを駆使する形式が確立され、同ジャンル成長のきっかけを生んだ。これらはCPUとの対戦に加え、プレイヤー同士の対戦による駆け引きが人気を呼ぶ鍵となり、全国的な対戦ブームを生み出し、各地で大会なども開かれ、ブームは日本国外にも広がりを見せた。
この『ストII』人気に乗じ、中堅以上のメーカーは大抵一作品以上は格闘ゲームを市場に投入するほどの過剰供給とも言える状況を生み出した。それにしたがって各メーカーは競うようにグラフィックを向上させ、新システムや追加要素を盛り込み、どんどん高度化、複雑化した格闘ゲームを生み出すようになり、1990年代前半にはピークを迎えた。しかし、やがて各メーカーは同じゲームの改良版を次々に出さざるを得ない状況に陥り、市場は飽和し、それに並行してユーザーのマンネリ化を生み出していった。また、ブームに陰りが見え始めた1990年代後半になると、『コロコロコミック』や『コミックボンボン』とのタイアップも打ち切られ、それに伴いブームを支えていた子供層からの人気も、『ポケットモンスター』や『デジモン』等といった育成ゲームや、『遊戯王』等のトレーディングカードゲームに全て奪われてしまい、ブームは過渡期を迎え、収束していった。1999年には、NINTENDO 64向けに『ニンテンドウオールスター!大乱闘スマッシュブラザーズ』が発売。コア向けが著しくなった2D格闘ゲームのアンチテーゼとして生み出され、国内で197万本を売り上げた。
2001年頃になるとカプコンがアーケード向けの対戦格闘ゲーム開発の凍結を発表し、カプコンと並び同ジャンルを牽引していたSNKの倒産（のちに関連会社がSNKプレイモアとして再出発し、2016年に旧社と同じ「SNK」へ社名変更）などもあり、ブームは完全に終了した。
しかし、市場は下降傾向にありながらも、『ギルティギア』シリーズ、『メルティブラッド』など定期的にヒット作は出現している。ここ最近ではNESiCAxLiveのコンテンツ（『BLAZBLUE』シリーズ、『AQUAPAZZA』など）が市場の中心である。

### 3D対戦格闘ゲーム
1993年にセガ（後のセガ・インタラクティブ）の『バーチャファイター』がアーケードに登場して以降は、ポリゴンで描かれたキャラクターを使用して3次元空間での戦いを表現した格闘ゲームが増加。これによって格闘ゲームに2D、3Dと呼ばれる区別が生まれることとなった。『バーチャファイター』が独特なシステムを数多く持っていたためか、それ以降の3D対戦格闘ゲームでも『バーチャファイター』を踏襲したと思われる要素を持つものが多い。
その最たるものがしゃがみガードができない中段攻撃の導入（後述）である。中段攻撃自体は『バーチャファイター』の発明ではないが、大抵の3D対戦格闘ゲームでは、ほとんどのキャラクターに基本技として中段攻撃を持つ。そのため2D対戦型格闘ゲームでありがちな「しゃがみガードをしていれば安定して相手の攻撃を防ぐことができるため、相手の攻撃を凌ぎながらスキを見て反撃する」という待ち状態がなくなったことが大きい。中段攻撃の存在により、状況に応じての立ちガードとしゃがみガードの使い分けや通常技の連係を重視した対戦となり、必殺技を重視したそれまでの2D対戦型格闘ゲームとは全く違うゲーム性となった。ネットワーク対応およびカードシステムの普及により、近年の作品では海外展開がされなくなったタイトルもある。

### 2Dと3Dの違い
かつては人間が手作業で描いたドット絵のキャラクターが登場する作品が2D格闘ゲーム、ポリゴンによるキャラクターによる作品が3D格闘ゲームとされていた。しかし技術が進歩し、トゥーンレンダリング等で手描きと遜色がないポリゴン描写ができるようになったことから、『ストリートファイターIV』のようにポリゴンキャラクターを使用しながらかつての2D格闘ゲームのシステムを踏襲するゲームも登場するようになった。
このため、『ストリートファイターIV』以降の作品でキャラクターの描写方法ではなく、試合中の視点がほぼ真横に固定され、奥行きへの移動を伴わないゲームが2D格闘ゲーム、キャラクターの移動に伴い視点角度が変更されるゲームが3D格闘ゲームとされる場合が多い。

#### 左右反転問題
2D格闘ゲームではキャラクターが向かい合って戦う都合から、1P又は2P（作品又はキャラ毎にどちらが基準になるか異なる）側にいるキャラクターが反対を向いた場合はグラフィックを左右反転させている。そのため、左右非対称で描かれたキャラクターは武器を持つ利き手、傷痕の位置なども鏡映しのグラフィックになり、本来の設定とは逆方向になる。ただし、この矛盾を2D上で解決しようとすると開発の手間が増える、グラフィックに割く容量が倍になってしまう、攻撃の当たり判定に差異が出るなどの問題が起こってしまうためゲームの操作上では特に問題視はされていない。また、衣服に書かれた文字や文字タトゥーなど、反転する事で明らかな違和感が生じるグラフィックは反転せずに2P用のグラフィックが書き起こされる。
なお、この問題はジャンルを問わず左右の振り向きの概念があるほぼ全ての2Dゲームに言える為、2D格闘ゲーム特有の話ではない。
対して3D格闘ゲームでは多くの場合、左右反転を行わず、キャラクターが対戦相手をジャンプで飛び越えるなどして向きを変える際に、キャラクターが回転して自然に向きが変わるようになっている。この時、攻撃する利き手やアクションなども反転されない。また、キャラクターによっては構えの都合上、主に2P側はプレイヤーに背中を向けた状態になってしまう事もある。
こうした左右反転の描写に新たな表現を取り入れたのが『バトルファンタジア』で、3Dグラフィックでありながら2Dのシステムをベースにした同作では2P側の位置にいるキャラクターのグラフィックの反転を行わず、アクションとアクションに関わる要素（利き手、武器の持ち手など）だけを反転させている。以降、同作からの影響を公言している『ストリートファイターIV』などでも同様の反転を取り入れている。

#### ステージ領域
2D格闘ゲームの試合ステージは基本的に左右に後退するとこれ以上進めなくなる領域が存在し、画面端と呼ばれる。この時、画面のフレームそのものが左右の壁の役割を果たす事になり、キャラクターによっては三角飛びなど画面端を足場にしてアクションを行う例もある。これに対し3Dでのステージの端は、
1. 「文字通り壁に遮られている」（『ファイティングバイパーズ』、『鉄拳4』）
2. 「相撲の土俵のように段差で仕切られており、ステージから転落するとリングアウト負けとなる」（『バーチャファイター』）
3. 「ステージ境界が存在せず、（対戦相手と距離を保っている限り）無限にループする」（『鉄拳』）

のいずれかとなる傾向にある。1では壁にぶつける事によってダメージ増加や、バウンドを利用して連続技を叩き込むなどの要素が含まれる。1、2の複合型も存在し、一定回数、対戦相手を壁にぶつける事によって壁が破壊されリングアウトが成立する。2Dにも『REAL BOUT 餓狼伝説』のように壁やリングアウトを取り入れたゲームも存在する。

## 勝敗
特にアーケードゲームでは3ラウンド中2ラウンドを先取することで勝利とするラウンド制をとった作品が多い。乱入したプレイヤーと対戦する場合、5ラウンド中3ラウンドを先取することで勝利とする制度を取り入れたり、一部の作品ではそれに加えて特定の状況下において一つの必殺技を決めることでラウンド先取数と関係なくその場で一方の勝利が確定するというルールの作品もある。
ノックアウト
対戦型格闘ゲームの基本的な勝敗の付け方。キャラクターの体力はゲージで表現されており、敵の攻撃に当たるたびにそれが減っていく。体力が尽きてしまうとノックアウトとなり、そのラウンドを落としたことになる。前のラウンドの終了時の状況に関わらず最大値まで体力が回復した状態で次のラウンドが始まるという作品が多いが、『ザ・キング・オブ・ファイターズシリーズ』の様に前のラウンドの結果が反映される作品も存在する。また、一定の条件下において、対戦中でも若干体力を回復できる要素を取り入れた作品もある。
タイムオーバー
設定されている制限時間が0になった場合、残っている体力が多い方がラウンドを制したことになる（いわゆる判定勝ち）。アーケードゲームでは基本的に制限時間が設定されているが、家庭用ゲーム機への移植作ではオプションで制限時間をなくすことができるのもある。
リングアウト
基本的な対戦格闘ゲームではステージの端まで行くとそれ以上は進めなくなっているが、中にはそこから更に進む、あるいは敵に押し出されるなどするとリングアウトとなり、ラウンドを取られてしまうルールのものもある。『Rivals of Aether』ではリングアウトは主な勝敗の付け方となっている。

## キャラクター
それまでの各ジャンルのゲームに登場するキャラクターは、名前や簡単な動機（姫を助けに行く、等）が解説されてはいるものの、情報としてはそれ以外はほぼ皆無だった。しかし他ジャンルとは違うエポックメイキングなファクターとして、詳細なプロフィールが設定された事により、キャラクターの個性をより引き立てる事になった。プロフィールは身長、体重、国籍など、遊ぶにはさほど影響しない情報を持ち、さらには趣味嗜好、スリーサイズ、恋人の有無なども設定されるものもある。
キャラクター設定には業界全体を通して傾向が見られる。ある作品で持ち込んだ設定がヒットしたことがライバル社に影響をもたらしているためとされている。以下はその一例である。
主人公とライバル
動作や技にクセが無く操作しやすい、キャラクター選択時に最初にカーソルが合わさっているキャラクターと、大抵の場合は外見のみ違うほぼ同性能のライバルキャラクター。黎明期の作品で同キャラ対戦が行えなかったための救済処置の名残。代表例であるリュウとケンからリュウケンキャラ、リュウケンタイプとも呼ばれる。
例：『ストリートファイター』のリュウとケン、『龍虎の拳』のリョウ・サカザキとロバート・ガルシア、各『ワールドヒーローズ』のハンゾウとフウマなど。八神庵（『ザ・キング・オブ・ファイターズ』）や牙神幻十郎（『サムライスピリッツ』）など第1作には登場せず第2作以降にライバルキャラとして追加されるキャラクターもおり、その場合は性能の差別化は大きい傾向にある。
暴走キャラ
自分でも制御不能な何らかの力に突き動かされ、暴走状態となったキャラクター。新キャラクターではなく既存のキャラクターの派生として登場することが多い。こういったキャラは通常の状態よりも攻撃力が高い、移動スピードが速いなどの特徴をもつ場合が多い。
例：ツキノヨルオロチノチニクルフイオリ（『ザ・キング・オブ・ファイターズ』）、殺意の波動に目覚めたリュウ（『ストリートファイターZERO』）、デビル一八（『鉄拳』シリーズ）、暴走アルクェイド（『MELTY BLOOD』）など。
最弱キャラ
意図的に性能を低く設定されているキャラクターや、公式に他のキャラと比較して弱いという設定があるキャラクター。技は主人公の技をデチューンしたもの（飛び道具の飛距離や威力など）であることが多く、グラフィックも主人公のものを流用したものが多い。
例：火引弾（『ストリートファイターZERO』）、ネコアルク（『MELTY BLOOD』）、矢吹真吾（『ザ・キング・オブ・ファイターズ』）など。ただし真吾の場合キャラ性能自体は決して低くはない。
他キャラの技を使用するキャラ
他のキャラクターの技を何らかの形でコピーして使用するキャラクター。大別して2通りのタイプがあり、あらかじめ一定の技をコピーしている者と、完全ランダムで技をコピーする者がいる。前者は多くのキャラクターの様々な技を詰め込み、少数ながらオリジナルの技も持ち合わせている、後者はランダムで決定された一人のキャラクターの技だけを全てコピーする傾向が強い。どちらの場合でも、ボスに多く見られるキャラクターである。
例：ギガス（『ワールドヒーローズ』）、木人、オーガ、アンノウン、コンボット（いずれも『鉄拳』シリーズ）、サイクロイドβ、サイクロイドγ（『ストリートファイターEX』シリーズ）、セス（『ストリートファイターIV』）など
また、CPU戦の最終ステージで登場する敵キャラクターのことをボス（または最終ボス、ラストボス、ラスボス）キャラクターと呼ぶ。作品によってはCPU戦の途中でいわゆる中ボスキャラクターが登場する場合や、一定の条件を満たすとボス戦前後に隠しボスキャラクターとの対戦に移行することもある。『ザ・キング・オブ・ファイターズXII』のように、ストーリー設定のない一部作品の中にはボスキャラクターが存在しないケースもある。
なお、ボスキャラクターをプレイヤーが使用できるかどうかは作品によってまちまちで、他のキャラクターより性能が高すぎるなどの理由でアーケード版・コンシューマ版ともに使用できない場合や、アーケード版では使用できないがコンシューマ版なら一定の条件を満たせば使用できる場合など、様々なケースがある。中には始めからプレイヤーが使用できるキャラクターの中にボスが混じっている（作品によっては性能が通常バージョンよりアップしていたり、ボスバージョン専用の技が搭載されているキャラクターも存在する）こともある。

## 操作系
例外は多々あるが、上下左右の方向キー（アーケードゲームではレバー、コンシュマーでは十字キー）と3～6個のボタンで入力を行うものが多い。それらでは方向キーでキャラクターを移動やコマンドの入力をし、ボタンで攻撃する。以下一般的な例を説明する。

### 移動
左か右に入力することで前後に移動し、上でジャンプ、そして移動ではないが下へ入力するとその場でキャラはしゃがむ、というのが方向キーに関する最も一般的な仕様と言える。作品やキャラクターによっては斜め下へ入力するとしゃがんだ状態で移動する「しゃがみ歩き」と呼ばれる行動を持っている場合もある。
多くの場合、2D格闘ゲームでのジャンプは足払いなどの低い位置への攻撃を回避でき、さらにジャンプキックなどの攻撃を（特には連続技の始点になる通常技を）出しながら横方向へ移動できるという点で重要な行動である。ただしアッパーカットなど上向きの攻撃には良い的にされてしまうことがある。しゃがむことには相手の打点の高い攻撃を避けることができるという利点がある。
3D格闘ゲームのジャンプは事情が違っている。ジャンプの軌道がゆるやかで飛距離も極端に高いか低いのどちらかが多く、またジャンプ中の攻撃が強力なものは少ないため、あくまで回避手段として用いられることが多い。
歩行やジャンプの他にダッシュと呼ばれる移動方がある作品も多い。これはたいていの作品では同じ方向に続けて素早く2回入力するというコマンドで出すことができる。ダッシュの性能は一様ではなく、作品によって違うし、また同じ作品の中でもキャラによって差別化されている場合があるが、一滴距離を踏み込むステップタイプと、走り続けるランタイプが多い。積極的に敵に接近するための前方へのダッシュにくらべると、後退し敵から離れるためのバックダッシュの性能は低く抑えられていることが多いが、無敵時間が設定されているゲームもある（『餓狼伝説SPECIAL』など。ただし、空中投げに対しては無力）。3D対戦格闘ゲームではレバー入力に応じた自然な足の動きを再現することが難しく、キャラクターによっては通常の移動が極めて遅い者もいるため、素早く移動するには大抵このダッシュを使うことになる。
ダッシュは、必ずしも前後のそれが揃っているとは限らず、前か後、どちらかへのダッシュしかない作品も存在する。また作品のシステム上ダッシュはあるが、鈍重で移動能力が極端に低いという設定のキャラクターだけダッシュできないようにされている場合もある。例えば、作品中唯一前へのダッシュができない『ヴァンパイア』のビクトルや、作品中唯一前にも後にもダッシュができない『北斗の拳』のハート様などが該当する。
特殊な例として『サイキックフォース』のように360度全方位に移動できる作品もある。

#### 3D対戦型格闘ゲームでの軸移動
3Dでは上下左右のほかに奥・手前（キャラクターにとって左右）の概念が付加される。この方向への移動は主に軸移動と呼ばれる。キャラクター同士の中心点を結ぶ直線を軸と呼び、この軸が移動するためである。
一般にレバーを下方向ないし上方向に素早く2回入力することで行なえ、直線的な攻撃を回避することができる。しかし、内部処理の方法は多種多様であり、『バーチャファイター』では直線攻撃（縦攻撃）と回転攻撃（横攻撃）を明確に分け、直線攻撃に対してのみ有効な無敵時間を用い時間的に回避の成否を決定している。一方『鉄拳』や『ソウルキャリバー』では当たり判定を動かし、相対的な位置で回避の成否を決定している。そのため、タイミングや位置が良ければ回転攻撃でも回避することができるし、システム上直線攻撃であっても回避しきれない場合も出てくる。
特殊な例として、『ソウルキャリバー』では通常のレバー操作で、俯瞰視点における前後左右の動作が行なえ、ジャンプやしゃがみはガードボタンとレバーを同時に用いて行なう。

### 攻撃
攻撃は主にボタン一つだけで発生する通常技とボタンとレバーの操作を組み合わせることで発生する必殺技に分類される。通常技の攻撃力は押したボタンによって異なっており、一般的に弱→（中）→強とダメージが高くなると同時に隙が大きくなる（技前後の予備動作が長くなる）。

#### 2D対戦型格闘ゲームでのボタン操作
2D対戦型格闘ゲームの最大手だったカプコンが制作したゲームの多くは『ストリートファイターII』に代表される6ボタン入力系を採用している。これは元々は、前作『ストリートファイター』の汎用筐体向けのコンパネ仕様である。上段の3つを左から順に弱、中、強威力のパンチに、下段の3つを同様にキックに割り当てている。この入力体系をカプコンとアリカ製のゲーム以外で採用したゲームは『カイザーナックル』『ファイターズヒストリー』など『ストリートファイターII』ブームに乗る形で出したゲームが多い。
2D対戦型格闘ゲームで同じく多く使用されたのは4ボタン入力系である。これは格闘ゲームを多く送り出したネオジオで使用できる最大ボタン数が4までだったこともある。4ボタンと一括してもその使用法はバリエーションが多く、中攻撃を削除し、パンチ、キックの弱、強に割り当てるもの（『餓狼伝説スペシャル』『ザ・キング・オブ・ファイターズ』など）、弱・中に割り当てて強攻撃を弱、中のボタンを同時に押すことで発生させるもの（『サムライスピリッツ』『ワールドヒーローズパーフェクト』など）、3ボタンを攻撃に割き（弱、中、強、パンチ、キック、強攻撃、弱攻撃など）、4ボタン目を何らかの特殊行動に割り当てるもの（『サムライスピリッツ 斬紅郎無双剣』『龍虎の拳』『ジョジョの奇妙な冒険』『MELTY BLOOD』『GUILTY GEARシリーズ』など）、等々、様々なものが存在する。
同時押しで強攻撃を発生させるタイプの場合、店舗側で5、6ボタン目を取り付けて弱、中ボタンの同時押しになるように改造し、6ボタン入力仕様にした筐体も散見された。また、4ボタンでは特殊動作をする際に同時押しを要求されることも多く、『餓狼伝説3』など格闘ゲームが進化していくにつれ直感的に分かりづらい煩雑な同時押しを要求されることも多かった。近年では、『北斗の拳』のように攻撃ボタンの4ボタンに加え、特殊動作に1ボタンを加え5ボタンにした作品も多い。
対戦型格闘ゲームの元祖とされる作品『ストリートファイター』では、感圧式のボタンが使用されていた。『ワールドヒーローズ』『龍虎の拳2』など、ボタンの押し具合によって強弱を使い分ける方式もある。
上段および下段のパンチ、キックと、それらの中央にガードボタンを配置したもの（『モータルコンバット』）、3ボタンの構成がパンチ、キック、ジャンプとなっているもの（『ナックルヘッズ』）等がある。

#### 3D対戦型格闘ゲームでのボタン操作
『バーチャファイター』に代表される3D対戦型格闘ゲームは、ガード・パンチ・キックの3ボタンで構成されるものが多い。パンチ・キックは1種類ずつしかないが、ボタンを特定の順番・タイミングで押す、特定の組み合わせで同時に押す、レバー入力と組み合わせるなどの操作で様々な技に派生させられる。「キックの威力はパンチの2倍」に従ってか、全体的にキックの方が威力は高い。ガードボタン単体では攻撃には関わらないが、ボタンを攻撃のバリエーションとして使用することもある。
これの操作系をアレンジしたものとして、ドリームファクトリー製のゲームはパンチ・キックの代わりに上段攻撃・下段攻撃とし（上下同時押しで中段攻撃）、技の属性が直感的に分かりやすいようになっている。
その他の特徴的なものに、左右の手足に4つのボタンを割り当てたもの（『鉄拳』）、キャラクターが武器を持ち、縦横の武器を振る方向で構成されたもの（『ソウルキャリバー』『スターグラディエイター』など）、前・後のボタンで移動、レバーで攻撃する『武力 〜BURIKI ONE〜』がある。

### ガード
ガードは相手の攻撃を防御し、ダメージを完全に防ぐか最小限の被害に留める防御行動であるが、投げに対しては脆い（後述）。技による攻撃と同じぐらい重要な行動である。

#### 2D対戦型格闘ゲームでのガード
2D対戦型格闘ゲームのほとんどと3D対戦型格闘ゲームの一部は、進行方向の逆にレバーを入力することでガードする。例えばキャラクターが右を向いている場合、左に入力するとガードになる。また、足下を狙う攻撃には左を入れてガードすることはできず（下段技）、左下を入力してガードする。また、ジャンプ中の攻撃は左下の入力ではガードできず、左を入れてガードする。
2D対戦型格闘ゲームにおいてはしゃがみ技に強力なものが多く、立ち技も下段ガード可能でジャンプ攻撃は下段ガード不能だが切り替えは比較的容易なため、しゃがみガードが防御の基本となる。地上での中段技（後述）を持っているキャラもいるが、そのほとんどがガード崩しのバリエーションにすぎないため、相手の動きに応じて中段技を意識はしつつ、ガードはしゃがみガードを中心とすれば基本的には安全である。だが、空中ダッシュなどでキャラクターが空中で機敏に動けるゲームではジャンプ攻撃が擬似的な中段技として機能することもあるため、一概にそうとは言い切れない。

#### 3D対戦型格闘ゲームでのガード
3D対戦型格闘ゲームのほとんどは、レバー入力方向に応じず地上にいるときガードボタンを押すことでガードする。立っている時にガードボタンを押すと立ちガードになり、しゃがんでいる時にガードボタンを押すとしゃがみガードになる。但し『鉄拳』シリーズではレバーでガード動作を行う。
2D格闘ゲームと異なる点は、しゃがみガードできない「中段技」と呼ばれる技が多くあること（この中段技の元祖は2D格闘ゲームの『龍虎の拳』）で、それに比べしゃがみ攻撃は弱く、下段技も中段技に比べるとリスクやリターンでは劣っているものが多いため、3D格闘ゲームでは立ちガードが基本となる。しかし、隙の少ない上段攻撃はしゃがみで避けることができ、下段技も多用できる性能のため、2D格闘ゲームに比べて相手の動きに合わせて立ちとしゃがみを使い分ける機会は遥かに多い。また、先述のように2D格闘ゲームでもこのボタンガードを採用しているゲームもある。

### 投げ
投げは近くにいる相手を掴み、名前の通り投げ飛ばしたり至近距離からの打撃を与える攻撃行動で、基本的に防御に強く、打撃に弱い（後述。）

#### 2D対戦型格闘ゲームでの投げ
通常投げ、コマンド投げ、移動投げ、対空投げ、空中投げ、打撃投げ、返し投げなどが存在する。
最大の特長はほとんどの投げ技が条件が成立していれば即可能で、通常の攻撃より出が早く前述のガードを無効化できる点であるが、相手との距離がきわめて近くないと投げられない、相手が攻撃を受けているモーション中は投げられないなどの条件が存在する。これは2D対戦格闘では攻撃することのリスクは低く、なんらかの技を出している・移動中の状態が多いため、密着状態にすること自体のリスクが高いからである。即ち、2D対戦型格闘での投げはガードを崩す裏の選択肢といえる。ただし、いわゆる投げキャラは打撃技等が今一つである反面、コマンド投げが大ダメージの場合もあるため、主流の選択肢となる。
投げられる条件を満たさないまま投げ技の入力をしたり、入力から実際につかむまでに条件が解けたりすると、別の技が出たり投げ失敗のモーションになり、隙をさらすことになるゲームも多い。特に「投げ失敗モーション」は昨今の格闘ゲームにはもはや一般的なものになっている。
1990年代後半に「投げ抜け」という投げられたタイミングに特定の入力をすることで投げ掴みを捌くことができるシステムが導入され始め、昨今の格闘ゲームのほとんどに採用されている。2D格闘ゲームの場合、相手が使用したの投げのコマンドと似たボタン入力が求められることが多い（[P投げ]に対して[P]、[→K投げ]に対して[→K]など）。また、一部のコマンド投げや通常投げ以外を「投げ抜け不可」としている格闘ゲームも多く存在する。

#### 3D対戦型格闘ゲームでの投げ
3D対戦格闘における投げは、ガードは無効化できるが、打撃技と比較しても早い部類と同等程度で、ダメージも単発としては高めな程度でしかない。しかし打撃技が、ある程度接近しないとヒットさせられず、ガードされると基本的には不利である。このガードに対する存在として、投げが存在する。そしてその投げも攻撃技とかち合うと一方的に潰される羽目になる。すなわち、打撃＜ガード＜投げ＜打撃…という基本の「三すくみ」を構成する、重要な要素・選択肢といえる。
更に立ち・しゃがみガードの使い分けから、立ち状態を投げる立ち投げ、しゃがみ状態を投げるしゃがみ投げを区分。これを含めて細分化すると、中段攻撃＜立ちガード＜立ち投げ＜中段攻撃の主流の三すくみに、更に下段攻撃＜しゃがみガード＜しゃがみ投げ・中段攻撃、更に立ち投げ＜しゃがみガード、しゃがみ投げ＜立ちガード等という複雑なすくみ関係のループが構成されている（ただ、基本的にしゃがみ投げを持つキャラは少ない。出の速い中段技でもしゃがみガード崩しは十分できるためである）。
これにより、どの行為にも有利・不利の相性があり、少なくないメリットとリスクがあるようになるため、相手がどう行動するのかの読みに勝つことが重要となるのである。これらは開祖である『バーチャファイター』が基本形を構築しており、後のゲームも大きな影響を受けている。
稀に、打撃技の出がかりをも投げられる「キャッチ投げ」があったり、投げをしゃがみ・立ち状態共通にするゲームも存在する。
投げ抜けに関しては、投げの殆どがコマンド投げであるため、すべてできるようにしているのが一般的。ただし対応する投げ抜けコマンド（相手投げコマンドの最後の方向と同じレバー＋投げなど）でなければ抜けられないという制限を課し、ここにも読み合いの要素を入れていることがある。
また投げ失敗モーションがあるゲームも一般的。これは読みの失敗を明確にする効果もある。これも『バーチャファイター2』において、投げ失敗がなくコマンドの重複が可能だったため、いわゆる「自動二択」（投げられなければ、自動で中段攻撃が出る）がリスクが非常に低く強かったことの反省から導入されている。

### レバーとボタンの組み合わせ
2D対戦型格闘ゲームのほとんどと3D対戦型格闘ゲームの一部は、特定のレバー操作（コマンド入力と呼ぶ）の後にボタンを押すことで必殺技を発動させられる。必殺技はガードすると体力がわずかに減少する（削り）。特定の操作とは、例えばボタンの連打、レバーを下から右方向に4分の1回転させた後パンチボタンを押す（波動拳コマンド）、といったもの。比較的簡単なものから、レバーを1回転させるような難しいものまで様々なものが存在する。
レバー操作のコマンド入力の歴史は初代ストリートファイターから存在しているが当初このシステムは他社の対戦格闘ゲームでは浸透していなかったが『ストリートファイターII』の大ヒット以降標準化されて行った物である。
『龍虎の拳』において必殺技を越える超必殺技が登場し、すぐに他の作品でも採用された。性能は必殺技よりも高いものの、残り体力やゲージなど、一定の条件を満たす必要がある。さらに必殺技以上にコマンドが複雑なものが多く、『龍虎の拳』で初めて採用されたボタン同時押しを始め、当時のプレイヤーに「隠しコマンド探し」というやり込みを促す方向へ進んでいった。1990年代中盤までは複雑化の一途を辿り、出せること自体が能力となっていた面もあったが、その後は単純なものへと回帰していった。これは格闘ゲーム自体がマニアックになりすぎ、プレイヤーの新規参入を阻んだことへの反動と言われる。
- 複雑なコマンドの例
  - 『ブレイクスパイラル』（登場作品：『餓狼伝説スペシャル』他）:       +BCボタン
  - 『レイジングストーム』（登場作品：『餓狼伝説スペシャル』他）:       +BCボタン
  - 『天覇封神斬』（登場作品：『真SAMURAI SPIRITS 覇王丸地獄変』）:         +BCボタン

レバーを前方や後方などに入れながらボタンを押すと、通常とは違う攻撃を出せる場合もある。例えばレバーを進行方向に入れながら中パンチボタンを押すと、通常はフックが出るところを、上から振り下ろすようなパンチに変化する、といったもの（『スーパーストリートファイターIIX』、リュウ:鎖骨割り）。これらは通常技ではないが必殺技と言うほど特別ではない、という意味で特殊技もしくは単にレバー入れ技などと呼ばれる。レバーを下方向に入れた場合の攻撃はしゃがんだ状態の通常技と見なされ、特殊技とはされない。同様に上方向に入れた場合も、ジャンプ中の通常技と見なされる。ただし、例えば進行方向斜め下にレバーを入れた場合のみ技が変化する場合は特殊技とされる。
3D対戦型格闘ゲームについては、前述の通りボタン入力とレバー入力の組み合わせで様々な技に派生する。2D対戦型格闘ゲームでは一つのボタンでは状態によって決まった一つの通常技しか出なかったが、3D対戦型格闘ゲームは通常パンチボタンを押した際に出るジャブの他に、レバーを前に倒しながらボタンを押すことで全く異なる技の肘打ちを出すことができる。このように2D格闘ゲームのようなボタンの違いによる使い分けではなく、ボタンとレバーとの組み合わせで技を使い分けるようになっている。また「パンチ・パンチ・パンチ・キック」のように順にボタンを押していくことで固有のコンビネーション技を出すことができるキャラクターも多い。また、2D格闘ゲームの必殺技のようなコマンド入力を要求されることもある（レバーを←←→と倒してパンチとキックを同時押しなど）。
このレバーとボタンの組み合わせによる技の入力は、非常に簡便で使い分けやすいが、一方で人気シリーズでは新作を重ねると共に技は追加され続け、結果的にはその技の多さが複雑さを招いた。

### コマンドの例
代表的なコマンドと通称を以下に挙げる。以下の例はキャラクターが右を向いているとき（左側にいるとき）の場合（左向きの場合は逆になる）。
通常技 - ボタン1つ
最も基本的なパターン。ほとんどは普通の攻撃だがゲームや操作設定によっては必殺技などの特殊な行動をする事がある。
レバー入れ技 - 一方向 + ボタン
ボタン入力と同時に行うレバー倒しの方向は技によって様々。ほぼ全ての対戦型格闘ゲームで採用されており対戦アクションゲームでも採用される。
波動拳コマンド -    + ボタン
『ストリートファイター』シリーズのリュウの必殺技、波動拳に由来する。波動拳と同様に、なんらかの飛び道具を放つ技にこのコマンドが割り当てられることが多い。
「波動コマンド」、「波動」とも。英語圏ではQCF（Quarter Circle Frontの略）と呼ばれる。
昇龍拳コマンド -    + ボタン
同じくリュウの必殺技、昇龍拳に由来する。昇龍拳と同様に、上昇しつつ攻撃を放つ技にこのコマンドが割り当てられることが多い。波動拳コマンドに比べやや難しい。「昇龍コマンド」、「昇龍」とも。英語圏ではDP（Dragon Punchの略、米国版初代における昇龍拳の名称）やSRK（Shoryukenの略、昇龍拳の英字表記）と呼ばれる。
竜巻旋風脚コマンド -    + ボタン
同じくリュウの必殺技、竜巻旋風脚に由来する。竜巻旋風脚と同様に、相手に向かって突進する技にこのコマンドが割り当てられることが多い。
「竜巻コマンド」、「竜巻」、「逆波動」とも。英語圏ではQCB（Quarter Circle Backの略）と呼ばれる。
ため技 - レバーを方向にしばらく入れ、 + ボタン
溜め技、タメ技、溜めコマンド、タメコマンドとも言われる。『ストII』のインストカードで「ためる」という表現をしていたためこう呼ばれる。ためる時間はゲームや必殺技によって様々だが、多くは1秒前後。『ストII』のガイルの必殺技、ソニックブームが代表的。
ほとんどは「にためて」か、「にためて」だが、変則的なものも存在する。
ホールドボタン技 - ボタンをしばらく押したままにして、そのボタンを離す
1つのボタンを使用するタイプもあれば複数のボタンを使用するタイプもある。「ホールドボタン技」という名称は『ストリートファイターV』で使用されている。
ヨガフレイムコマンド -      + ボタン
『ストII』のダルシムの必殺技、ヨガフレイムに由来する。
省略して「ヨガ」「前半回転」とも。英語圏ではHCF（Half Circle Frontの略）と呼ばれる。『バーチャファイター』などの3D対戦型格闘ゲームでは強力な投げ技（ジャイアントスイングなど）で用いられることが多い。
この逆に、前方から後方に半回転させる場合（    ）は「逆ヨガ」、「後ろ半回転」と呼ばれる。英語圏ではHCB（Half Circle Backの略）となる。ヨガフレイムのコマンド自体は後に『ストリートファイターZERO2』などで「逆ヨガ」に変更されたが、用語としての「ヨガフレイムコマンド」の指す意味は変わらずにいる。
スクリューコマンド - レバー1回転 + ボタン
『ストII』のザンギエフの必殺技、スクリューパイルドライバーに由来する。
2D対戦型格闘ゲームでは、スクリューパイルドライバーのように強力な投げ必殺技を出すときのコマンドで用いられる事が多く、大概は一撃必殺の威力を誇る。ボタンはパンチボタンが割り当てられる事がほとんどだが、稀にキックボタンで投げる事もあり、『ストZERO』のソドムのようにパンチとキック、それぞれに投げ必殺技があるキャラも存在する（後にザンギエフにもキックで投げる必殺技が追加された）。また、超必殺技型の投げ必殺技ではレバーを2回転させるものが大半である。
投げ必殺技の性質上、相手に接近しなければならず、しかも普通にレバーを回転させようとするとジャンプしてしまう事が多い為、使いこなすにはある程度の慣れと工夫が必要になる。しかし『ストリートファイターIV』では従来作よりも出しやすくなっている。
現在『アルカナハート』シリーズの大道寺きら、『BLAZBLUE CONTINUUM SHIFT』のテイガーの2キャラクターがレバー3回転コマンドの技を持っている。
これらのコマンドは2D対戦型格闘ゲームの典型となっており、他のゲームやキャラクターのコマンドを説明する際にも用語として用いられることが多い。例えば『餓狼伝説』のテリーの必殺技「パワーウェーブ」は「波動 + A」、『ストリートファイターZERO』の豪鬼の「滅殺豪波動」は「逆ヨガ×2 + P」等と説明できる。
なお、プレイヤー層やゲームによって呼び方が異なる場合がある。例えば「      + ボタン」というコマンドを、主にSNK系の格闘ゲームに親しむものは「覇王コマンド」（『龍虎の拳』の超必殺技「覇王翔吼拳」に由来）と呼ぶが、主にカプコン系の格闘ゲームに親しむものは「前 + ヨガ」等と呼ぶ。

#### コマンドの表記法
各ゲームのインストカードや、アーケードゲーム誌『ゲーメスト』等では、上記のようにレバー入力方向を矢印で表記している。また、末期のカプコンのゲーム等ではレバーの軌跡（昇龍拳コマンドではレバーをZ字状に動かすなど）を図示したものがある。
パソコン通信のフォーラムやウェブページ・電子掲示板等ではコマンドを「623 + P」のように表記することが多い（この例は昇龍拳コマンド）。これは、キーボードのテンキーまたは電卓の数字をレバーに見立て、1を左下、2を真下、3を右下、4を左……のように表現したもの。斜め方向の矢印がJIS X 0208に含まれず、表現しにくい理由から生み出された。
慣れるまでは分かりづらいが、文字ベースで簡潔に表現できるという利点がある。但し、携帯電話の普及により、電卓ではなく電話のテンキー表記（上下が逆）と勘違いされることも多い（例えば、春日野さくらの咲桜拳のコマンドを623Pと表記した場合に、右・上・右上・パンチと解釈されるなど。もちろん咲桜拳など出ず、ジャンプ攻撃が出る）。
その他、斜め方向の入力を全角スラッシュ（／）およびバックスラッシュ（＼）で表現する方法もあるが、左下と右上、右下と左上の区別が付かないという欠点のため主流ではない。昇龍拳コマンドなら「→↓＼ + P」のように表記し、ヨガフレイムコマンドなら「←／↓＼→」のように表記する。Unicode対応ウェブブラウザの普及によって斜め方向の矢印も表示可能になっているが（例:↘ - &#8600;）、入力の手間がかかることなどから主流とはなっていない。

## 駆け引き

### 三すくみ
2D格闘ゲームにおいても3Dと同じく打撃＜ガード＜投げ＜打撃…だが、キャラ特性や個性が強く表れるので基本的に三すくみ関係は存在しない。こちらから仕掛ける攻撃は以下に集約。
ジャンプ攻撃
ジャンプによる飛び込み攻撃。一番の基本攻撃。あえてジャンプ攻撃をせずに相手のガードを狙って地上で投げるなどバリエーションは豊富。
牽制
地上や空中の敵を狙って当てる攻撃。特に飛び道具などを持つキャラは強力な牽制ができる。相手の動きを早めに封じたい時などに。相手のジャンプし始めに攻撃を当てるジャンプ防止技なども含まれる。
対空
空中の敵を落とす攻撃。基本的にジャンプを見てから対空技を使う。出始めに無敵時間があるのが多く、相手の弱キック連打などの牽制に合わせたり、起き上がりに攻撃を仕掛けようとする相手を潰したい時に使用する。この技を持たないキャラも多数いる。
3D格闘ゲームにおける基本的な選択肢は、打撃・ガード・投げに集約される事が多い。基本的に下記のような優劣関係があり、攻防の核になるこの仕組みを三すくみという。概念的には『バーチャファイター』で成立していたものだが、板垣伴信が雑誌インタビューで語って以来、この呼び方が定着した。近年では例外的な性能を持つ技や、技の方向属性などで三すくみを拡張し、攻防要素が作品ごとに細分化、多様化している。
打撃技
地上における攻撃全般。ガードされると基本的に不利。大技だと反撃が確定。投げ技は潰すことができる。
ガード
打撃技を無効化する。投げには無防備。
投げ
ガード状態を無視して攻撃できる。打撃技とかち合うと一方的に潰される。

### 差し合い
広義的には地上における牽制による駆け引きのことを指す。相手が技を出したところに判定の強い技で対応しカウンターヒットを狙ったり、間合いを調整して相手が技を空振りした所を攻撃するのが代表的。『サムライスピリッツ』シリーズは総じて単発の攻撃力が高く、連続技がほとんど存在しないため、差し合いが全てと言っても良いゲーム性になっている。

### 択一攻撃
相手がなんらかの行動（主にガード）を取ることを前提に、対処法の異なる複数の攻撃のどれかを選んで攻撃する。例としては「下段攻撃と中段攻撃のどちらかを選んで攻撃する二択攻撃」など。この場合、大雑把に言えば2分の1の確率で打撃がヒットすることになる。攻撃側が選択肢を3択・4択と増やせばヒット確率はさらに3分の2・4分の3と増加していく。想定外の行動（いわゆる「暴れ」や「逃げ」など）に対しては案外弱かったりする場合もある。

### 起き攻め
ダウンさせられた側は、起き上がり時の相手の出方に対処する必要がある。相手は通常の攻めと同じだけの選択肢があるが、ダウンさせられた側は取れる行動が非常に限定されたものとなるため、立ち状態のときよりも非常に不利な状態と言える。ダウンを取った攻め側は相手に択一攻撃を仕掛けたり、長く硬直する技を当てるなどして有利な状況を生かした攻撃を仕掛けるのがベター。逆に守り側は起き上がり中に出せる攻撃を出すか、防御行動をとって相手の起き攻めを回避するかを選択する必要がある（ゲームによっては、「何もしない」という選択が無敵時間などの関係上有効な場合もある。起き上がりモーション中は無敵だが何らかの行動を取った瞬間に無敵が解けるなど）。

### 駆け引きからの逸脱
ゲームによっては、正常な、もしくは全く駆け引きが発生しない状況が発生する。例えばハメがそれである。正常の駆け引きが発生しない状況から異なる駆け引きが発生することもある（先にハメの始動技を決めた方が勝ちが了解として通じる）が、アーケードにおいてこうなった場合は大抵新規ユーザーが介入することができなくなる。

## キャラクター性能
リーチタイプ
総じて技のリーチが長いキャラクター。
投げキャラ
何かしらの理由で投げに特化しているキャラクター。
一人二役タイプ
人形を動かすキャラクターや二人で一組となっているキャラクター。
溜めキャラ / タメキャラ
必殺技がタメコマンドが中心のキャラクター。元々は溜めキャラ（タメキャラ）でも別の作品で必殺技がタメコマンドでなくなる事もありそうなったキャラクターは後述のコマンドキャラと呼ばれる。
2D対戦型格闘ゲームで必殺技に溜めが必要かどうかはすごく大きな要素で溜めキャラ（タメキャラ）は自分から動いでゲームメイクをするのが難しく能動的な攻めはコマンドキャラに劣るがガードしながらほぼワンボタンで必殺技が出せ、難しいコマンドを入力する必要がないため相手の攻撃に反応しやすいというメリットが存在する。
コマンドキャラ
必殺技がタメコマンドではないキャラクターで主に元々は溜めキャラ（タメキャラ）だったが別の作品で必殺技がタメコマンドでなくなったキャラクターに対して言う。
2D対戦型格闘ゲームで必殺技に溜めが必要かどうかはすごく大きな要素で能動的な攻めは溜めキャラ（タメキャラ）よりも有利である。
スタンダードキャラクター / スタンダードキャラ
2種類のキャラクターの一つで基本に忠実のキャラクター。スタンダードタイプとは意味が異なる。
戦い方に枠組みが出来てしまい自由が効きにくい部分が出てくるがどのキャラクターでも比較的使いやすいキャラクターが多く対戦型格闘ゲームの基本さえ覚えればどのキャラクターもそこそこ使えるようになりほぼ全ての対戦型格闘ゲームで通じる性能になっている。
テクニカルキャラクター / テクニカルキャラ
2種類のキャラクターの一つで性能が特殊でそのキャラクターにしかない特性を持っている。
何かに特化しており性能がピーキーで型にハメれるほど基本的な性能がない。しっかりとキャラクターを理解してないと使い物にならなくゲームに慣れている人でも使いこなすには結構時間が掛かるがやれる事が多く自分で考える自由な戦いになっていきそのキャラにしか出来ない事が必ず存在する。

## 用語
対戦型格闘ゲームにはプレイヤーの間で使われる用語が存在する。これらは格闘ゲームにとどまらず、派生して他のジャンルで使われることもある。用語は数多く存在するが、その中でも代表的なもののみ以下に挙げる。
当身（当て身）投げ
格闘ゲームでは概ね「相手の攻撃を受け止め自動で反撃する技」の総称として使用されている。『餓狼伝説』のギース・ハワードの必殺技「当て身投げ」を『ゲーメスト』が省略して「当て身」と略称していたが、本来の意味から言えば誤謬である。
実際の「当身」とは、打撃、打突技（すなわち突きや蹴り）の総称であり、「当て身投げ」とは「相手の当て身を受け止めて投げ飛ばす技」という意味である。名前を省略した事で語意に誤りが生じている。
いなし / さばき / 受け流し
主に『バーチャファイター』に代表される3D格闘ゲームで用いられ、どの表現であっても「ダメージを奪わずに仕切り直したり、立ち位置を入れ替える効果の技」を意味している。
キャンセル
行動の最中に次の行動の入力を完成し、前に行われていた行動を中断し即座に次の行動に移すテクニック。たとえばパンチの後には拳を戻す動作がある訳だが、その動作を中断（と言うより消滅）して次の動作に入ることにより、本来は繋がらない筈の連続攻撃が行える。
元々はバグだったが、これが存在することによりゲームが面白くなるということで正式にシステムとして使われることになった。現在の2D対戦格闘ゲームにおいて、ほぼ全てのものに導入されているシステム。
キャンセルは無条件でできることはまずなく、相手に当たらないとできない、通常技→必殺技は可だが逆は不可、ゲージ使用技のみ可能などの制限がかかっていることが多い。
また、特殊なキャンセルにはスーパーキャンセル、ロマンキャンセルなど、名前が付いている場合も多い。
硬直
格闘ゲームでは、移動以外のほぼ全ての行動に行動後に、他の行動が取れない時間「硬直時間」が存在する。作品によって異なるが、一般的に攻撃動作を終えた瞬間やジャンプ攻撃を出した後、地面に着地した瞬間などに設定されていることが多い。
削り
2D格闘ゲームの多くはガードによって通常技のダメージは無効化できるが、必殺技はわずかにダメージを受けてしまう。その性質を利用して、わずかなダメージを重ねていって相手の体力ゲージを減少させていく行為で、「削る」ともいう。削りによって相手をKOする事を「削り勝ち」という。
コンボ（combo）
連続技の意、英俗語で「combination」の略。英語圏では当初からコンボと呼ばれていたが、日本では『スーパーストリートファイターII』で「3 HIT COMBO」のように画面表示がされるようになってから急速に一般化した。格闘ゲームだけでなく、「プレイヤーの操作によって継続されるパターン」を指す用語として、後年シューティングゲームや『ビートマニア』などの音楽ゲームにも使われるようになっている。ゲーム用語としては、元々はピンボールで使われていた用語。
相手に攻撃を当てると、のけぞって短時間行動不能状態となるが、そこへさらに攻撃を当てることでコンボとなる。コンボを決めた際の爽快さを好むプレイヤーは多く、メーカーも需要を受けてコンボを楽しませるためのシステムを次々に導入し、またコンボに特化したゲームデザインのゲームもあり、そういったものはコンボゲーと呼ばれている。中にはA→B→C→A（A、B、Cはそれぞれ違う攻撃）の様に特定の攻撃がループで繋がってしまうものもあり、これは永久コンボ（または永久パターンから永パ）と呼ばれるハメになるが、意図して入れられたものは少ない。
また似たものに即死コンボというものがあり、これは名前の通り体力が最大だったとしても1回のコンボで体力が0になってしまうコンボで、永久コンボと同じで対戦で使うのはマナー違反と見られる場合が多い。
初期はコンボにより一瞬で勝負が付いてしまうこともあったが、後年の格闘ゲームの多くはヒット数が増えるほど1発あたりのダメージが低くなるよう補正し、ゲームバランスを調整するような設定がなされるようになった。また、ゲームによってはコンボ数に制限が設けられ、制限に達した場合その時点で無敵状態を伴うダウンとなり、強制的にコンボを終了させることもある。
コンボの中にはチェーンコンボという種類がある。
CPU
原義はコンピュータの中央処理装置（Central Processing Unit）の略称であるが、格闘ゲームではコンピュータがプログラムに従い操作するノンプレイヤーキャラクターのことを呼ぶ。プレイヤーが操作するキャラクターとの対人戦に対して、「対CPU戦」のように呼ばれる。なお格闘ゲーム以外の場合は、Computerの頭文字をとって「COM」「COM操作」などのように呼ぶことが多い。
コンピュータの反応速度は人間のそれを遙かに上回るので、出した技にことごとく反撃するようなプログラムも作成できる（人間に不可能な確定反撃等を行う際の反応速度については、超反応と呼ばれる）。超反応は対人戦での、人間の反応速度を前提としたセオリーが通用せず、プレイヤーの不平不満感が大きい。一方でCPUはプログラムされていない状況に弱いため、それを利用した攻略（CPUの動きを誘う→撃墜する→誘う…といった、いわゆるパターンハメ）が可能なことも多い。
また人間がプレイした際の制限を無視した行動（タメなし、コマンド入力時間ほぼゼロなど）を行うと、不平不満感を増大させることになる。逆に一部のゲームでは、高次面において1対2（プレイヤー1人に対してCPU2人）の対戦をさせるなどの方法でCPUの弱さを補完する場合もある（『モータルコンバット』、『ナックルヘッズ』、『ピットファイター』、『ストリートファイターZERO3』など）。
スーパーアーマー
特定の条件下において、相手の攻撃によって自身の行動がキャンセルされずに継続される状態。ただし多くの場合、ダメージは受けてしまう。
対戦ダイアグラム
キャラクターの相性（有利・不利）を数値化した表。ここから全キャラクターの強さの順列、いわゆるキャラランクが決まる。
挑発
名前の通り、相手を挑発したり、見栄を張る行為。多くの作品では、スタートボタンで発動することができる。初出は『龍虎の拳』シリーズ。相手のゲージを減らす、防御力を向上させるなどの有意義な効果がある行動である作品もあるが、ほとんどの作品では（相手の攻める気持ちを起こさせる、といった心理戦的な作戦などでない限り）メリットが無く、それどころか相手の攻撃を受けてしまうほどの隙を晒す事になることが多いが、その通例に対するネタとして挑発動作そのものにダメージ極小の攻撃判定を設けているものもある。
挑発は一般的に相手の心象を悪くする可能性が大いにある行動だが、火引弾の超必殺技として発動させる「挑発伝説」、霧島恭子のランダムパターンでセリフが複数種存在するトリビア挑発、その霧島恭子と友人関係にある増田千穂の対恭子戦のときのみ変化する特定キャラクター時専用挑発、SNK系によく見られるレバーと組み合わせることで披露する特殊挑発など、キャラクター性や一種の愛嬌を表現する手段として用いられているケースも存在する。
ディレイ
主に『バーチャファイター』に代表される3D格闘ゲームで用いられる。連続技コマンドの入力をわざと遅らせて、時間差をつけるテクニックの意。
相手の判断を迷わせる、ガード方向を揺さぶる、などの手段として用いられる。
飛び道具
『ストリートファイター』シリーズにおける「波動拳」などに代表される攻撃判定のある物体を射出する技の総称。元々は“気”が実在化して遠くの相手にダメージを与える攻撃方法だったが、格闘術や飛距離の違いから属性を問わなくなった。
トリカゴ
飛び道具を持つキャラクターが、相手を画面端に追い込んで飛び道具を連発し、閉じ込めてしまうような状態。画面端の地形を利用して、相手にガードの解ける余地を与えずに同じ技を続けて放つことで、相手の体力を削る時の連続攻撃も含まれる場合がある。
ハメ
一方が特定の行動を取り続けてもう一方を脱出不可能、または脱出が非常に困難な状況に追い込むことで、一方的な展開で相手が倒れるまで継続するテクニック。狭義には脱出不可能なもののみを指し、一般的にデバッグで取り除けなかった既知ないし未知のバグを利用するケースが多い。最近のゲームには存在しなくなっているが、それに近い攻撃パターンはある。その場合は、ゲームシステム的な問題ではないため、脱出することは可能。
投げハメが代表的で、弱パンチ等隙の少ない攻撃をガードさせてから即座に投げるというもの。多用することでゲームとして面白くない一方的な試合になってしまい、使われた側の顰蹙を買う等トラブルの元になることもままある。『ストII』稼動当初のゲームセンターにはまだ「不良のたまり場」的な側面が残っており、ハメを使った側が逆恨みされた挙句犯罪に巻き込まれるといった事件も頻発したと言われる。
後述の「待ち」と併せて非難の対象になりやすく、特に投げハメは後期のゲームほど成立しづらいゲームデザイン（ガード成立後投げられ判定が一定時間消失するなど）がなされる傾向にある。また、待ち以上にプレイヤーの立場は様々であり、完全否定する者、ザンギエフの「スクリューハメ（詳細はザンギエフの項を参照）」のような"その状況に持って行くのが困難なもの"のみ許容する者、狭義のハメのみを否定する者、完全肯定する者などがいる。
なお、対抗手段がちゃんと存在する（知識があれば操作次第で必ず脱出できる）場合は後述の「わからん殺し」が類似語として存在する。
ピヨる
なんらかの攻撃を受けて、キャラクターが一時的に気絶したり朦朧とした状態になること。この間キャラクターは操作不能に陥り、完全に無防備であるため非常に危険な状態である（通常入らない、「技を見てからガードや回避が間に合うほど隙の大きい攻撃」を決められる可能性があるなど）。作品によってシステムとして採用されていないものもあるため一概には言い切れないが、短時間にダメージを連続して受けたりするとこの状態になることが多く、ピヨってしまった際にはボタンやレバーを連打または高速で動かすこと（レバガチャ）で、復帰を早めることができる場合が多い。
名前の由来は『ストII』で、気絶したときに頭の上をひよこがピヨピヨ回る様から。ひよこ以外に星などが回る場合もこう呼ぶ。表現としてはディズニー作品などで古くから用いられているが、『ストII』を境に似た表現を使用するゲームが増加した（『ロマンシング サ・ガ』など）。無防備なだけでなく、この状態で攻撃を受けた場合にすべて「カウンターヒット」扱いとされて通常よりも大きなダメージを受ける様なゲームもある。
フレーム
多くの格闘ゲームではフレームレートは60fps（秒間60フレーム）である。格闘ゲームにおいては技をヒット・ガードさせたときのお互いの硬直差でフレーム（60分の1秒）単位の有利・不利が発生したり、技後の硬直よりその技の発生速度が早ければ確定して相手にヒットする（確定反撃）など、特に上級者の間でフレーム単位の攻防が繰り広げられる。
待ち
自分からは接近などの行動を起こさず、近づいてきた相手の行動に対応して攻撃する、といういわゆるカウンター的な戦い方。『ストII』のガイルが有名で、歩いて近づいてきた相手はリーチの長い下段キックで追い払い、ジャンプで跳び込んできた相手は対空必殺技で迎撃し、近付かず飛び道具を使ってくる相手には飛び道具で返すというスタイルは「待ちガイル」と呼ばれる。
ゲームやキャラクターの相性にもよるが、自分で攻め込むよりも楽であったり一方的な展開になることもある（上記のガイルで言えば同ゲームのザンギエフとのそれが有名）など、しばしば安易であるとか「格闘」として画面的に盛り下がる戦法であるとして非難の対象になる。このためか、後年に発表されたタイトルほど待ちが成立しにくいようなゲームデザインがなされる傾向にある（『ストZERO3』ガードゲージの導入、『GGX』ネガティブペナルティ導入など）。一方で、ゲーム内で取れる行動を制限すべきでないとする立場から、待ちを積極的あるいは消極的に認める者もいる。
『待ち』と似ているがタイムアップ寸前に体力勝ちしている側がガードを固め、距離をとり続ける戦法は『逃げ』と呼ばれ、これも賛否両論あるが「待ち」とは明確に区別される。
無敵
アクションゲームで言う「相手からのダメージを一切受け付けない状態」とほぼ同義語であるが、アイテムなどで意図的に発生した長い時間（数十秒〜数分程度）の無敵状態ではなく、格闘ゲームでは技のモーション中に数フレーム〜数十フレーム程度、キャラクターからダメージ判定が消えた状態を指す。初期の格闘ゲームではダメージ判定の優先順位を設定する過程で偶発的に設定されたものであるが、現在は意図的に無敵時間が設定されたり調整されたりすることが多い。ザンギエフの「ハイスピードダブルラリアット」のように特定の部位のみに無敵判定が設定されている技も存在する。
めくり
ガードは「自分の後ろ側にレバー入力」であるゲームで、これを逆に利用し、前方ジャンプなどで相手を飛び越えて、相手が向きを変えるまで、またはガードコマンドを再入力するまでのタイムラグを利用して攻撃をヒットさせること。ガード方向が通常のものとは反対向きになるため、幻惑効果もある。ゲームによっては見た目は通常なのに前・後判定の内部処理（セルフディレクション）上では逆状態などもある。当然ボタン式のガードを採用するゲームや手動で振り向きを行うゲーム（背後方向からの攻撃に完全に無防備なゲームを除く）では成立しない。
また、攻撃により防御側は後ろに仰け反り間合いが離れるため、連続で攻撃を当てられる回数が制限されるわけだが、めくり攻撃では防御側が仰け反った方向に攻撃側が着地するため、連続攻撃を増やせるというメリットもある。
呼称の由来は『ゲーメスト』誌上で「背中の皮めくり」を語源として作られた。システムとしては『ストII』からあったが、スタッフが意図して入れたものではなかった。プレイヤーの研究によって発見され、以降のゲームでは特にジャンプからの攻めを重視したゲームで意図して入れられることが多くなっている。
乱入
接続された2台の筐体の片方で誰かがプレイしている時に、もう1台の筐体へクレジットを投入して挑戦すること。負けた方はゲームオーバーとなり、勝った方はプレイを継続できる。『ストII』で対戦人気が出始めた頃は筐体1台に2人でプレイするためか、相手にお伺いを立ててから対戦を行ったが、筐体2台を使うようになってからは、顔も見ずに挑める様になり「乱入」と呼ばれるようになった。
上手な者の長時間プレイはインカムの低下を招くが、乱入対戦なら乱入が起こるたびにインカムが増えるという店側の事情がある。
当初はその目的のため、乱入された側は拒否できない仕様であった。しかし「乱入される = 即ゲームオーバー」では「初心者狩り」（ある程度の実力があるプレイヤーが、練習中の初心者相手に乱入する行為。極端な場合、初心者と判った相手がプレイを始めると間髪入れずに乱入する者も居る）等によりプレイヤー人口が増えなくなるため『ワールドヒーローズ2』では拒否も可能になった（ただし一度でも対人戦をするとゲームオーバーまで拒否ができなくなる）。他には乱入されない「ビギナーモード」を用意している場合もあるが、ビギナーモードは通常モードより対CPU戦の回数を減らすことによりインカムの低下を防いでいる。『ストリートファイターIV』のビギナーモードの様に最初の3試合だけ乱入されないというのもある。
逆に、既に片方がプレイしている状態で乱入せずに最初からプレイすることは不可能と言うのも一般的である。しかし、（対戦型格闘ゲームではないが）『機動戦士ガンダム 連邦vsジオン』で「乱入しない」を選ぶことも可能になった。
乱舞技
『龍虎の拳』シリーズにおける「龍虎乱舞」などに代表されるコンボ系の技の総称。
リバーサル
キャラクターが操作不能の状態から操作可能な状態になった瞬間に、最速のタイミングで技を繰り出すテクニックのこと。狭義では、キャラクターがダウンから起き上がった瞬間に技を繰り出すことを指す。主に相手の攻撃をガードした直後の反撃や、「起き攻め」に対する対抗手段として用いられる。作品によっては、成功時に画面にエフェクトが表示されたり、得点にボーナスが加算される場合もある。
略称は「リバサ」。語源の「reversal」は「反転、逆転」を意味する。
わからん殺し
初見殺し、ワカラン殺しなどとも読み書きされる。格闘ゲームにおいては、初心者やセオリーの知識が無いプレイヤーが特定の強技や難解な攻めの流れに対処できずに「何をして回避ないし反撃すればいいのか分からない」まま防戦一辺倒になってしまい、大概はそのままK.O.されてしまうのでこう呼ばれる。
この一連のパターンがプログラム上やプレイヤーの意志（操作）で脱せなくなっている、あるいは強制的に続く場合は、前・後述のハメへとつながっていくこともある。

### 待ち・ハメ論争
前述の待ち・ハメに関しては、古くは雑誌の投稿欄から、パソコン通信・電子掲示板などに渡って現在でも論争が繰り返されている。大まかに言って、待ち・ハメ否定派は「相手と戦い合うこと」を至上とし、「人にされて嫌だと思うことはするべきでない」「バグを利用するのは制作者の意図するものではない」との立場から主張し、待ち・ハメ肯定派は「自らが勝利すること」を至上とし、「ルール（ゲーム内において操作で可能な行為）の範囲内で最善を尽くすのは当然である」「バグではない仕様であれば、制作者の意図したものだから、問題ない」とする立場から、それぞれ主張している。前提が違うままに主張し合うので議論がかみ合わず、不毛な論争になりがちである。現実的問題を挙げれば、『北斗の拳』におけるレイの「バグ昇竜」（特定条件で上昇技を当てるとヒットし続けながらどこまでも画面外に上り続けるバグ）などは、これまたゲージなど特定の条件が揃わないと解除が出来ず、最終的にゲームの筐体自体が停止してしまう。このようなゲーム自体が不成立になったりゲームセンターの財産である機械に損害を与えかねないケースもあるため、最終的に円滑な運営のためにはゲームセンター運営者の裁定を以ってハウスルールとするのが最も無難である。
興味深い点として、ブームが去りプレイヤーが減少し、マニア層の声が相対的に大きくなった2000年代中盤では、肯定する立場の意見が優勢であり、バグを利用したハメまで肯定される傾向が強くなりつつある。なぜなら、もともと待ちやハメ行為を問題として、極端なまでのバランス調整を要求していたのはマニア層であり、立場が逆転しているからである。インターネット掲示板などではモラルの問題として自主規制する向き（待ち・ハメプレイヤーを嘲笑するなども含む）であるが、これも強制力を持たないものであるため、各プレイヤーやローカルレベルで周知・規制されている程ではない。
3D対戦格闘ゲームの場合は攻めのリスクは低くなく、守りは必ず崩す手段があるため、守りも攻めも極端なバランスにはなっておらず、「待ちを崩せない方が悪い」という考え方が一般的である。試合内容に関しても、待ちやハメに対しての是非を問うよりも、いかに面白い読み合いができたか、読み合いのやり取りができる相手だったかどうかで語られることが多い。そういう意味では、ハメは論外としても、一方的な試合内容になりがちな対戦スタイル、同じ行動ばかり取るスタイルは、読み合いになっていないため敬遠される傾向にある。
メーカー側としては、「初心者狩り」による対戦人口の減少・不公平感の増大・対戦が陳腐化するという待ち・ハメの害悪を重視し、ゲージを消費するが無敵の切り返し技を全キャラクター装備させる、受身など取れる行動の選択肢を増やす、技を待ち・ハメが成立しないような性能にするなど、最初からできないようにする方向で進んでいる。しかし、調整しすぎると、爽快感やキャラクターの特色などがなくなってしまう他、受け方を知らない相手にのみ成立するハメができ初心者狩りの原因となってしまうなど、製作側には難しいさじ加減が要求される所である。
なお、これらの論争はいずれも対人戦においてのものであり、対CPU戦においてのいわゆる「パターンハメ」については事情が異なっている（前述のCPUの項目を参照）。

## 現状
1990年代後半当たりまで、格闘ゲームはアーケードでは主役だった。しかし、その数は次第に減少していくことになった。
これは「最初は売れていても続編がどんどんマニア向けになって一般客が離れ、最後にはマニアもついていけなくなって別ジャンルに流れてしまう」という、1980年代前半のボードウォー・シミュレーションゲーム以来、対人を目的とした玩具全般が繰り返してきた歴史を踏襲するものであり、対戦格闘もこれらと同様に衰退の道を歩みゲーム離れの原因のひとつとも言える。
現在では、対戦格闘ゲームと並んでアーケードゲームの花形ジャンルだったシューティングゲームも同様に衰退しているジャンルの代表として挙げられる。任天堂の岩田聡社長（当時）は、この2ジャンルを東京ゲームショウ2003の講演で「普通の人が遊べない、重厚長大化して飽和してしまった」と述べた。後に、『ストリートファイター』シリーズを担当した小野義徳も「声が大きくて開発者側も意見を気持ちよく感じる熱心なファンを、ユーザー全ての感想と思い込んでしまっていた。それ以外の人にはまったく響いていないということには、4 - 5年前（2000年代半ば）まで気づかなかった」とこれを認めている。『MARVEL VS. CAPCOM 3 Fate of Two Worlds』の製作陣は、「格闘ゲームと聞くだけで拒否反応が出るような閉塞感がある」と窮状を指摘した上で「元がアーケードゲームである以上、上手い人が尊敬されるのは当然であるがライトユーザーも楽しめるよう追求するべき」とし、そのバランスをいかにして取るかを今後の課題としている。その打開策の一つとして格闘ゲーム以外のオマケモードの充実を挙げている。
また、各地の筐体をブロードバンドで結び、同レベルの対戦相手を選べるなどのシステムを導入し、さらにはデータの保存ができるカードで、キャラクターの服装等をカスタマイズできるといった要素も導入されている。しかし、これらの対策もマニア層の引き留め以上の効果は得られておらず、ユーザー離れが続いている。
各メーカーはグラフィックの質の向上、同人層の取り込みや「萌え」との接近、操作性の極端な複雑化や逆に簡略化（『アカツキ電光戦記』など）など、様々なアプローチで格闘ゲーム人気復権の道を模索している。他にも格闘ゲームの全国大会である闘劇の開催や、その大会の観戦チケットが売り出されたり対戦模様をDVD化するなど、観戦目的で格闘ゲームを楽しむというユーザーも少なからず存在している。また、2000年代後半以降、動画配信やeスポーツとして対戦型格闘ゲームが見直される風潮も出てきている。